# Safe (film, 2013)
Pour les articles homonymes, voir Safe.
Pour plus de détails, voir Fiche technique et Distribution.
Safe est un court métrage d'horreur sud-coréen coproduit, réalisé et monté par Moon Byoung-gon qui montre les zones d'ombre de la société capitaliste. Il a été primé au festival de Cannes 2013 à cause de sa densité et de sa forte conscience sociale,.
Ce film a été réalisé avec un budget de 8 millions de wons (5500 €) dont trois millions en autofinancement et cinq millions pour avoir remporté le concours de la fondation Shin Young Kyun pour les arts et la culture.
Moon Byoung-gon (문병) est un jeune réalisateur né en 1983. Il a étudié à l'université Choong-Ang et a réalisé le film Finis Operis comme film de fin d'étude qui lui avait permis d'être sélectionné pour la semaine de la critique au festival de Cannes de 2011.

## Synopsis
Le titre est basé sur un jeu de mots entre les deux significations de Safe, « coffre-fort » et « en sécurité ». Le filme raconte l'histoire d'un joueur excessif et d'une caissière d'un centre de jeux clandestins qui vole de l'argent pour rembourser ses dettes.

## Fiche technique
- Titre original : Safe
- Réalisation : Moon Byoung-gon
- Scénario : Gwon O-kwang
- Direction artistique :
- Décors :
- Costumes :
- Montage : Moon Byoung-gon
- Musique : Pi Jung-hoon
- Photographie : Jang Jong-kyoung
- Son : Hong Seok-jae
- Production :
- Sociétés de production :
- Sociétés de distribution :
- Pays d’origine :  Corée du Sud
- Budget : 5500 €
- Langue : Coréen
- Durée : 12 minutes
- Format :
- Genre : Film d'horreur
- Dates de sortie
- France : 19 mai 2013 (festival de Cannes 2013)

## Distribution
- Lee Min-ji
- Kang Tae-young
- Kim Hyun-gyu

## Distinctions

### Récompenses
- festival de Cannes 2013 : Palme d'or du court métrage